# Symposiachrus julianae
A Symposiachrus julianae a madarak osztályának verébalakúak (Passeriformes) rendjébe és a császárlégykapó-félék (Monarchidae) családjába  tartozó faj.

## Rendszerezése
A fajt Sidney Dillon Ripley amerikai ornitológus írta le 1959-ben, a Monarcha nembe Monarcha julianae néven.

## Előfordulása
Indonéziához tartozó Kofiau szigetén honos. Természetes élőhelyei a szubtrópusi vagy trópusi száraz erdők, valamint vidéki kertek. Állandó, nem vonuló faj.

## Megjelenése
Testhossza 16 centiméter.

## Természetvédelmi helyzete
Az elterjedési területe nagyon kicsi, egyetlen kis sziget, egyedszáma pedig csökken. A Természetvédelmi Világszövetség Vörös listáján mérsékelten fenyegetett fajként szerepel.